# Anne-Marie Cotret
Anne-Marie Cotret (* 1930 in Frankreich) ist eine französische Filmeditorin.

## Leben
Anne-Marie Cotret kam erstmals bei Jacques Demys Kurzfilm Der Holzschuhmacher vom Loire-Tal (1956) als Editorin zum Einsatz. Daraufhin arbeitete sie mit Regisseur Éric Rohmer an dem Filmdrama Im Zeichen des Löwen (1959). Es folgten weitere Filmschnitt-Arbeiten für Demy, wie Die blonde Sünderin (1963) mit Jeanne Moreau und Die Regenschirme von Cherbourg (1964) mit Catherine Deneuve. Unter der Regie von Jean Aurel war Cotret ferner bei dem Oscar-nominierten Dokumentarfilm Nacht über Europa: 14–18 (1963), Hemmungslose Manon (1968) und Oh, diese Frauen (1969) für den Schnitt zuständig. Neben Demy und Aurel wirkte sie in den folgenden Jahren auch mehrfach unter der Leitung von Jean Yanne. Zuletzt war sie 1989 als Editorin aktiv, ihr Schaffen umfasst mehr als zwei Dutzend Produktionen.

## Filmografie (Auswahl)
- 1956: Der Holzschuhmacher vom Loire-Tal (Le Sabotier du Val de Loire) (Kurzfilm)
- 1959: Im Zeichen des Löwen (Le Signe du lion)
- 1961: Lola, das Mädchen aus dem Hafen (Lola)
- 1963: Nacht über Europa: 14–18 (14–18) (Dokumentarfilm)
- 1963: Die blonde Sünderin (La Baie des anges)
- 1964: Die Regenschirme von Cherbourg (Les Parapluies de Cherbourg)
- 1968: Hemmungslose Manon (Manon 70)
- 1969: Oh, diese Frauen (Les Femmes)
- 1970: Eselshaut (Peau d’âne)
- 1971: Was würden Sie an meiner Stelle tun? (Êtes-vous fiancée à un marin grec ou à un pilote de ligne?)
- 1972: Die große Masche (Tout le monde il est beau, tout le monde il est gentil)
- 1973: Pardon, Genossen! Edel sei der Mensch, hilflos und reich (Moi y’en a vouloir des sous)
- 1973: Die Umstandshose (L’Événement le plus important depuis que l’homme a marché sur la lune)
- 1979: Je te tiens, tu me tiens par la barbichette
- 1981: Der Geheimagent (L’agent secret)
- 1985: Liberté, égalité, choucroute
- 1989: À deux minutes près